# Vitis silvestrii
Vitis silvestrii — вид рослин з роду Виноград (Vitis). Ендемік для заходу провінції Хубей та півдня провінції Шеньсі, що в Китаї. Зростає у лісах, узліссях й на схилах пагорбів, на висоті від 300 до 1200 метрів над рівнем моря.

## Опис
Рослина полігамно-дводомна. Гілки круглі, тонкі, з поздовжніми гребенями. Вусики роздвоєні, листосупротивні. Листя просте. Прилистки коричневі, ланцетні, від 1,5 до 2 мм завдовжки та від 0,5 до 1 мм завширшки, плівчасті, рідко опушені або голі. Черешок від 1 до 3 см завдовжки. Листкова пластинка овальна, від 3 до 5 см завдовжки та від 2 до 3 см завширшки. Квітконіжка гола, від 2 до 3 мм. Бруньки яйцеподібно-еліптичні, розміром 1,5—2 мм, верхівка закруглена. Цвіте у травні.